# Carlton Cole
Carlton Cole, född 12 november 1983 i Surrey, är en engelsk före detta fotbollsspelare. 
Han debuterade i det engelska landslaget den 11 februari 2009 i en vänskapsmatch mot Spanien.